# Los "Contratos Romanos"
Se conocen por “Contratos Romanos” al conjunto de convenios firmados el 1 de julio de 1936 en Roma entre cabecillas de la conspiración contra la República española y la Società Idrovolanti Alta Italia, una empresa italiana destinada a la industria aeronáutica y próxima al régimen de Mussolini. Se firmaron con la pretensión de que, a partir de estos cuatro acuerdos, se aprovisionara de la cantidad de munición armamentística suficiente como para iniciar una guerra. Los firmantes españoles que tomaron parte fueron fundamentalmente los partidarios monárquicos alfonsinos: Pedro Sainz Rodríguez, Goicoechea y Calvo Sotelo. Además, se teoriza que pudieron estar detrás, en primer lugar, como avalista, el empresario catalán Juan March; y luego, por cuestiones logísticas, miembros de la cúpula militar, quienes tuvieron que ser informados. Estos documentos fueron sacados a la luz por el historiador Ángel Viñas, del archivo de Pedro Sainz Rodríguez en el año 2013.

## Antecedentes
Las relaciones entre los conspiradores monárquicos y la Italia fascista se pueden remontar a 1932, en pleno bienio republicano-socialista; será cuando se produzcan las primeras conexiones transcurridas entre ambos. momento que, además, coincide con “La Sanjurjada”, una sublevación ideada por una parte de las fuerzas contrarias el gobierno. Durante febrero de 1933, en Roma, se volvió a las conversaciones por parte de Juan Antonio Ansaldo y Calvo Sotelo, con Italo Balbo, mariscal del Aire italiano, y Mussolini, cuando aún seguía en el poder la coalición republicano-socialista. El Duce aquí se pronuncia en favor a sus intereses al manifestar su afán de entendimiento con ellos y el rechazo expreso a la República, debido a las posibles alineaciones que esta pudiera tener con otras potencias europeas. En estos momentos, la célula castrense no se ve inmersa de la manera en que lo haría posteriormente.
Luego tenemos los acuerdos secretos de marzo de 1934, entre ellos Goicoechea, fundamentalmente con agentes civiles italianos que actuarían como intermediarios, como fue el caso de Ernesto Carpi. Hay una intención expresa de restaurar la monarquía e instaurar un régimen similar al italiano. Ya en el mes de octubre de 1935, se retoman las conversaciones de nuevo por parte de Goicoechea, en nombre Calvo Sotelo y Primo de Rivera, dirigiéndose hacia el Ministerio del Aire. En este pacto vemos una mayor presencia de conspiradores militares y fascistas. Son las fuerzas ya conformadas y expresamente antirrepublicanas en contraposición al gobierno generado en el Frente Popular. Sin embargo, esta petición de Goicoechea se ha confirmado que fue denegada; esto podría deberse a la situación exterior que estaba experimentando Italia en estos momentos, con la invasión de Abisinia y la búsqueda de reconocimiento de este hecho.
En definitiva, todos estos acuerdos surgen por la filiación de ideas políticas y con la perspectiva de que estos conspiradores influirían en la constitución de un sistema político similar al italiano. Sin embargo, sin que estas conversaciones fueran muy patentes, para no despertar la desconfianza de las potencias aliadas. Y así, el régimen de Mussolini se aseguraba un aliado para tener un mayor control del Mediterráneo occidental, frente a Gran Bretaña y Francia, sobre todo con esta última.

## Desarrollo
Dichos compromisos estuvieron detrás de las intenciones de los golpistas, con el propósito de obtener apoyo diplomático y financiero a través de armamento. Pero, además, nos revelan que no solo estuvieron detrás los partidos de tinte fascista, sino también monárquicos—Renovación española y Bloque Nacional— en apoyo al monarca Alfonso XIII, quien, además, se encontraba exiliado en Italia en estos momentos. También fue importante los contactos que estos monárquicos hicieron con diplomáticos ingleses, con el afán de conseguir la neutralidad de estos.

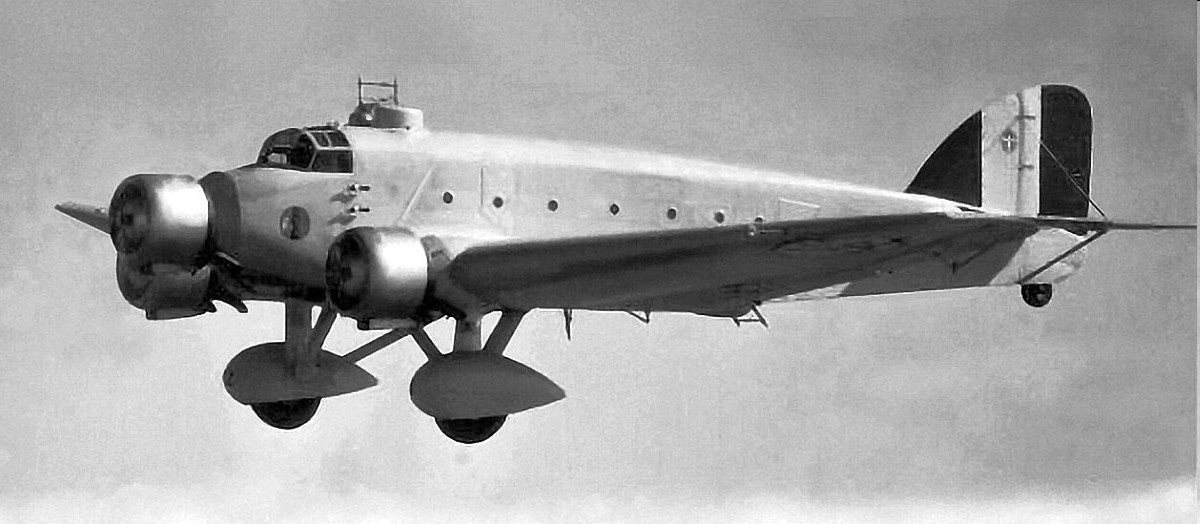
Hidroaviones Savoia-Marchetti SM.81. Uno de los modelos suministrados por la Italia fascista.

El alijo militar constaba de una sólida cantidad de aviones y armamento que alcanzó la cifra de unos 39 millones de liras (339 millones de euros actuales). Este importante suministro pone de manifiesto que la ayuda italiana supondrá la salvaguarda suficiente, por la cual muchos de los conspiradores se atrevan a sobrepasar la vía de la legalidad. La base de esta operación armamentística se encuentra fundamentalmente en la adquisición de hidroaviones SM 81, CR 32 y M 41. También hallamos la utilidad de los cazas para transportar a los miembros de las tropas coloniales desde África, y llevarlos la Península con la mayor rapidez posible.

### Consecuencias
Las consecuencias a estos acuerdos fueron el inminente golpe de Estado a las autoridades de la República el 18 de julio de 1936. Sin embargo, las consecuencias no serían las previstas para los monárquicos: Sanjurjo muere nada más comenzar la guerra; y Mola quedó atrás durante el conflicto; lo que tuvo como resultado que Franco fuera quien se aprovechase de este vacío de poder y acabara por hacerse con él, y no el proyecto monárquico que los alfonsinos planeaban.

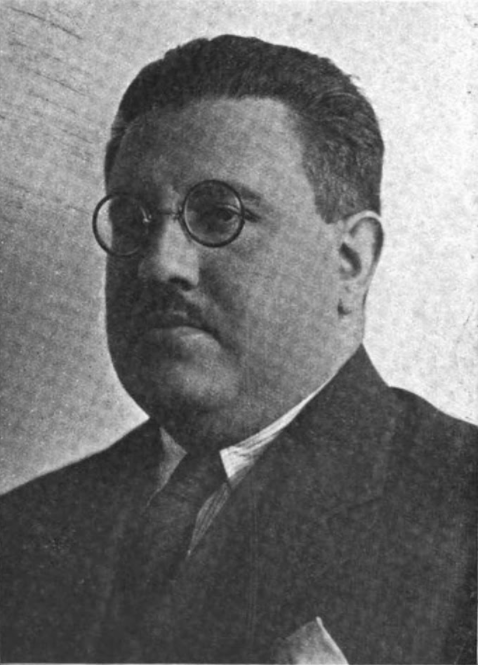
Pedro Sainz y Rodríguez. Uno de los principales miembros de la conspiración monárquica.

El cumplimiento de esta primera parte de los acuerdos que conformaban los contratos sería prudente: por miedo a la reacción internacional, desde el 18 al 28 de julio se procedería a una serie de negociaciones en las que se vería involucrado Sainz Rodríguez ya en Italia, y el conde de exteriores Galeazzo Ciano, en los cuales se permitió la marcha de aviones al norte de África para el ejército dirigido por Franco, siempre y cuando la cantidad debida se pagase por adelantado. En el transcurso del recorrido de estos aviones hacia Marruecos tuvieron el percance: dos de ellos aterrizaron en territorio colonial francés, y que estos quedaran bajo su control; el gobierno francés puso en sobre aviso al resto de potencias, sin embargo, la excusa que se expuso por parte de los organismos italianos y españoles fue admita por las autoridades francesas y británicas. Por tanto, la respuesta ineficaz por parte de las potencias aliadas, unido al desarrollo de los acontecimientos, propiciaron que Italia cumpliera con el resto de los contratos. Con lo cual, podemos considerar que los “Contratos Romanos” fueron una pieza importante de cara a la participación expresa de parte del bando sublevado en la guerra, por parte de la Italia; a la que posteriormente, se uniría la Alemania nazi.

## Debate historiográfico sobre el término
Sobre la historiografía en torno al término, aparte de la base que aporta Viñas, nos topamos con otros historiadores que apoyan las relaciones que se desarrollaron entre los conspiradores españoles y el gobierno italo-fascista, como el caso del Heiberg, quien confirmó las relaciones de la Italia fascista en favor de los conspiradores y sus reclamaciones, o sus afirmaciones con respecto a que Mussolini se había sentido extremadamente preocupado por la aparición de la República reformista en España, motivo por el cual se mostró partidario al golpe. También encontramos las informaciones del historiador italiano, Mauro Canali, quien ha contemplado la existencia de una serie de agentes italianos, pertenecientes a un servicio de inteligencia militar y civil establecidos en España, en momentos previos a la guerra para notificar sobre la situación del país; o las del historiador Sánchez Asiaín, quien planteó el apoyo de March a la conspiración, constatando su acción como avalista del golpe.
En momentos previos al descubrimiento de los Contratos Romanos, encontramos a una serie de historiadores como John C. Coverdale y Renzo De Felice, Ismael Saz, Sánchez Asiaín que sus investigaciones, unas más documentadas que otras, niegan una unión italo-española en las preparaciones anteriores el golpe del 18 de julio.
Como Sánchez Asiaín, que en cambio que desmentirá el colaboracionismo italiano desde las altas esferas, como es el caso de Carpi.
O Ismael Saz Campos, quien, a pesar de basar su línea de investigación en las desavenencias de Mussolini contra la República apuntala la ausencia de compromisos de la Italia fascista con los detractores españoles el día 1 de julio de 1936, puesto que no reconoce la interacción de Carpi en el pacto; o la existencia de una serie de acuerdos que comprometieran al Estado italiano al cumplimiento de unas condiciones como la que los contratos romanos establecen. Aunque para el autor, eso no quería decir que la Italia fascista no estuviera ya al tanto de lo que estaba sucediendo.
También encontramos a una serie de historiadores, que incluso justifican la intención de sublevación, como S. G. Payne, que declara que España se hallaba sumida en una "revolución republicana" y que este régimen permitía todo tipo de violencia. O Jesús Salas, el cual contradijo la validez de esos contratos. Además, hizo inciso en que ni Mussolini o Franco sabían sobre los mismos.
O Pelliccia, quien ha ignorado todos los contactos de Mussolini con Goicoechea.

## Enlaces
Cuevas, P. C. (11 de mayo de 2018). Kosmopolis. Obtenido de Ángel Viñas Martín: una forma de hacer historia: https://kosmospolis.com/2018/05/angel-vinas-martin-una-forma-de-hacer-historia/#_ftn71
Aguilera Povedano, M. (2019). Italia en la Guerra Civil Española: el capitán Villegas y el origen de la Aviación Legionaria de Baleares. Cuadernos de Historia Contemporánea, 285-304. Obtenido de https://www.esquerda.net/sites/default/files/66105-texto_del_articulo-4564456577949-2-10-20200214.pdf
Viñas, Á. (2014). Guerra Civil Española y cambios de paradigma. 32, 1-28. Obtenido de http://www.cialc.unam.mx/cuadamer/textos/ca152-11.pdf
Torrús, A. (9 de abril de 2019). Ángel Viñas: "El golpe del 18 de julio fue instigado por los monárquicos en connivencia con la Italia fascista". Público. https://www.publico.es/politica/angel-vinas-golpe-18-julio-instigado-monarquicos-connivencia-italia-fascista.html
- Datos: Q115799541